# Aneides aeneus
Aneides aeneus (tên tiếng Anh: green salamander) là một loài kỳ giông thuộc họ kỳ giông không phổi.
Đây là loài đặc hữu của Hoa Kỳ.
Môi trường sống tự nhiên của chúng là rừng ôn đới và vùng nhiều đá.
Chúng hiện đang bị đe dọa vì mất môi trường sống.

## Phân bố
Aneides aeneus sinh sống ở cả Alleghenies và cao nguyên Cumberland, trải dài từ tây nam Pennsylvania đến bắc Alabama và đông bắc Mississippi. Chúng cũng thường được tìm thấy ở Trung bộ Nam Ohio. Các quần thể biệt lập được biết đến tại dãy núi Blue Ridge ở ngã ba của Georgia, North Carolina và South Carolina. Phạm vi của Cao nguyên Alleghenies và Cumberland kéo dài về phía tây nam từ Fayette County, Pennsylvania qua đông Tây Virginia, đông Kentucky, các phần cực tây của Virginia, Tennessee, và Alabama. Quần thể được phát hiện vào năm 1930 trong vườn quốc gia Great Smoky Mountains đã không được xác định từ đó. Có thể có những quần thể không còn tồn tại trên núi Clinch, trên núi Bays, núi và thung lũng Appalachian, và trong lòng chảo nội địa trung bộ Tennessee (Redmond và Scott, 1996).

## Hình ảnh

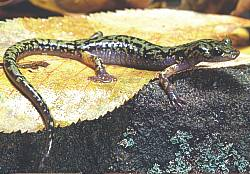
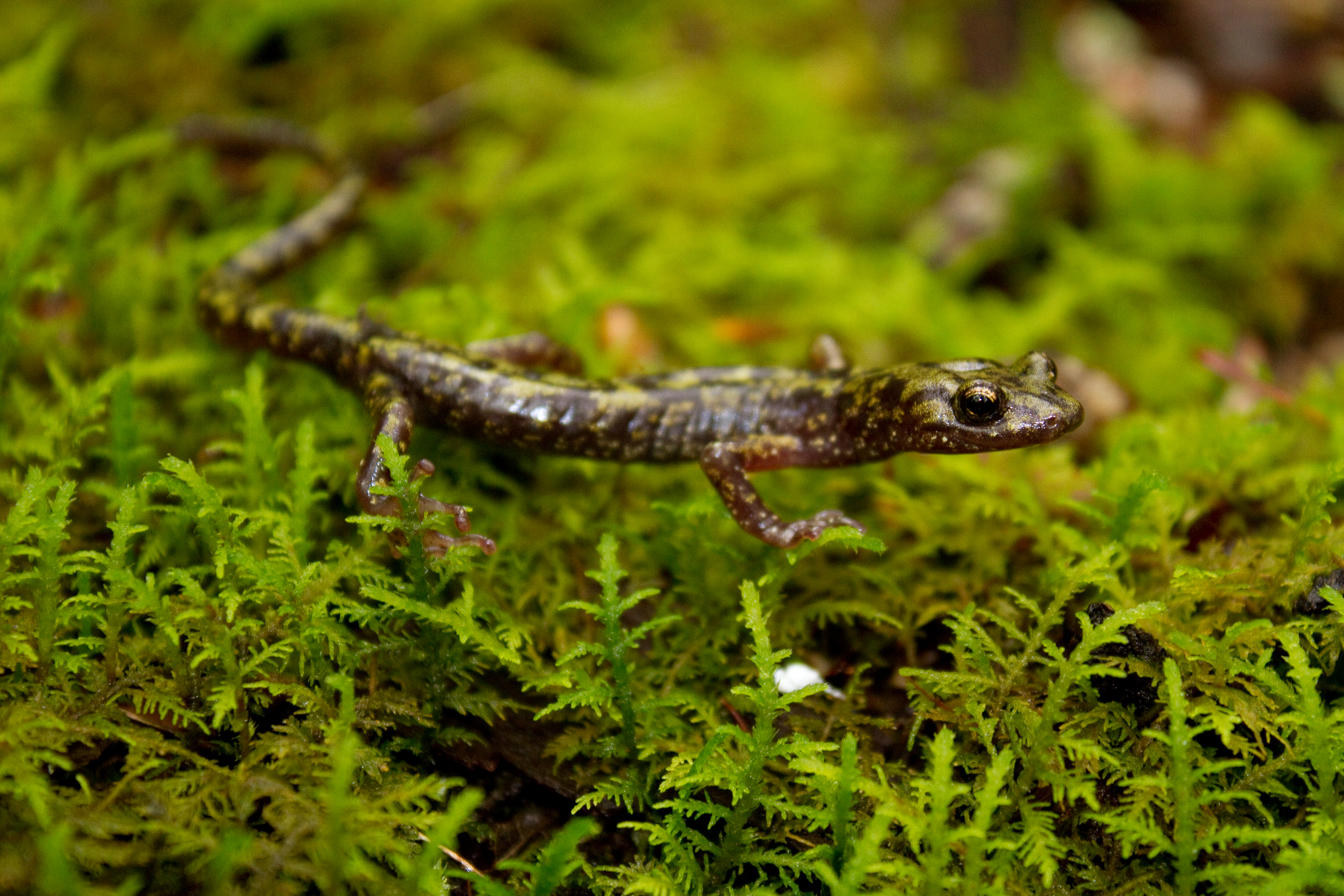